# Iván Márquez
Iván Márquez Álvarez (Marbella, 9 juni 1994) is een Spaans professioneel voetballer, die bij voorkeur als centrale verdediger speelt. Hij maakte in de zomer van 2025 de overstap van 1. FC Nürnberg naar Fortuna Sittard.

## Carrière

### Jeugd
Márquez begon met voetballen in de jeugd bij Málaga CF. In 2013 ging hij naar Atlético Malagueño, het tweede elftal van Málaga CF. Begin 2014 werd hij verhuurd aan UD San Pedro, een team uit San Pedro de Alcántara, Málaga uit de vierde competitie van Spanje, en in het seizoen 2014/15 aan El Palo FC. El Palo kwam uit in de derde competitie van Spanje en daar kwam Márquez tot 32 wedstrijden en twee goals.

### B-teams van Spaanse clubs
In de zomer van 2015 verliet hij de jeugd van Málaga voor de jeugd van Atlético Madrid, uitkomend in de vierde divisie. Een jaar later verkaste hij naar het B-team van CA Osasuna, waar hij ook vier wedstrijden in het eerste elftal speelde. Het seizoen 2017-18 stond hij onder contract bij Valencia B. 

### Polen
In 2018 verliet Márquez zijn thuisland om te gaan voetballen bij het Poolse Korona Kielce. Daar speelde hij twee seizoenen en 48 wedstrijden. Daarna volgde een binnenlandse transfer naar Cracovia Kraków.

### N.E.C.
Op 19 juli 2021 ondertekende Márquez een tweejarig contract bij N.E.C. nadat hij zijn contract bij Cracovia had laten ontbinden. Op 14 augustus 2021 maakte hij zijn debuut in het met 5-0 verloren openingsduel met Ajax. In het KNVB-bekerduel met VV Capelle op 27 oktober was hij bij afwezigheid van Edgar Barreto en Lasse Schöne aanvoerder. Op 23 januari 2022 pakte hij in het duel met Feyenoord (1-4 verlies) een rode kaart voor het geven van een duw aan Cyriel Dessers van Feyenoord.
Na zijn eerste seizoen in Nijmegen, waarin N.E.C. als elfde eindigde, gaf Márquez aan heel blij te zijn bij N.E.C. en graag zijn contract te willen verlengen. Hij was bovendien heel populair onder de supporters, vanwege zijn onverzettelijkheid en doorzettingsvermogen. Op 1 september 2022 maakte hij zijn eerste goal voor N.E.C., in het 1-1 gelijkspel tegen AZ. Op 2 oktober scoorde hij ook in het gelijkspel tegen Feyenoord en daarmee was hij tijdelijk clubtopscorer van N.E.C., met twee goals. Op 11 januari speelde hij in het bekerduel met Almere City (4-0 winst) zijn vijftigste wedstrijd voor N.E.C.
Op 3 april maakte Márquez dat hij zijn aflopende contract niet zou verlengen. Op zijn eigen sociale media gaf hij aan dat 'N.E.C. hem niet kon bieden wat hij dacht dat hij verdiende'. Uiteindelijk werd hij in de laatste twee wedstrijden gepasseerd voor Joris Kramer, waardoor hij eindigde op 66 wedstrijden en drie goals voor N.E.C.

### 1. FC Nürnberg
Op 1 juni 2023 werd bekend dat Márquez bij 1. FC Nürnberg een driejarig contract getekend had. Die ploeg werd het voorgaande seizoen veertiende in de 2. Bundesliga. Hij speelde 22 wedstrijden in zijn eerste seizoen in Duitsland, maar was ook vaker dan hij zelf wilde wisselspeler. 

#### Terug bij N.E.C.
Op 15 juli 2024 keerde Márquez op huurbasis terug bij N.E.C., dat op dat moment met Bram Nuytinck en de blessuregevoelige Philippe Sandler slechts twee centrale verdedigers in de selectie had. Door een blessure van Sandler begon hij als basisspeler aan het seizoen. Door een mindere periode van Nuytinck bleef hij ook na de rentree van Sandler basisspeler. Doordat zowel Nuytinck en Sandler veelvuldig geblesseerd waren, kwam Márquez tot 31 wedstrijden, waarin hij tweemaal scoorde. Na de komst van nieuwe trainer Dick Schreuder maakte N.E.C. bekend dat het de optie tot koop van Márquez niet zou gebruiken. In twee periodes kwam hij tot 98 wedstrijden bij N.E.C.     

### Fortuna Sittard
In de zomer van 2025 werd Márquez gepresenteerd bij Fortuna Sittard, als opvolger van de vertrokken Rodrigo Guth. Hij tekende voor drie seizoenen tot de zomer van 2028 in Limburg. Hij maakte op 8 augustus als invaller zijn debuut tegen Go Ahead Eagles (2-2) zijn debuut voor Fortuna.

## Clubstatistieken
| Seizoen                         | Club              | Competitie         | Competitie | Competitie | Beker | Beker | Overig | Overig | Totaal | Totaal |
| Seizoen                         | Club              | Competitie         | Wed.       | Dlp.       | Wed.  | Dlp.  | Wed.   | Dlp.   | Wed.   | Dlp.   |
| ------------------------------- | ----------------- | ------------------ | ---------- | ---------- | ----- | ----- | ------ | ------ | ------ | ------ |
| 2014/15                         | → El Palo FC      | Segunda División B | 32         | 2          | 0     | 0     | –      | –      | 32     | 2      |
| 2015/16                         | Atlético Madrid B | Tercera División   | 28         | 0          | 0     | 0     | –      | –      | 28     | 0      |
| 2016/17                         | Osasuna           | Primera División   | 4          | 0          | 3     | 0     | –      | –      | 7      | 0      |
| 2016/17                         | Osasuna B         | Segunda División B | 20         | 1          | 0     | 0     | –      | –      | 20     | 1      |
| 2017/18                         | Valencia B        | Segunda División B | 22         | 2          | 0     | 0     | –      | –      | 22     | 2      |
| 2018/19                         | Korona Kielce     | Ekstraklasa        | 24         | 0          | 0     | 0     | –      | –      | 24     | 0      |
| 2019/20                         | Korona Kielce     | Ekstraklasa        | 24         | 0          | 0     | 0     | –      | –      | 24     | 0      |
| 2020/21                         | Cracovia Kraków   | Ekstraklasa        | 17         | 0          | 1     | 0     | 1      | 0      | 19     | 0      |
| 2021/22                         | N.E.C.            | Eredivisie         | 30         | 0          | 4     | 0     | –      | –      | 34     | 0      |
| 2022/23                         | N.E.C.            | Eredivisie         | 31         | 3          | 2     | 0     | –      | –      | 33     | 3      |
| 2023/24                         | 1. FC Nürnberg    | 2. Bundesliga      | 21         | 1          | 1     | 0     | –      | –      | 22     | 1      |
| 2024/25                         | → N.E.C.          | Eredivisie         | 28         | 2          | 2     | 0     | 1      | 0      | 31     | 2      |
| 2025/26                         | Fortuna Sittard   | Eredivisie         | 2          | 0          | 0     | 0     | 0      | 0      | 2      | 0      |
| Carrière totaal                 | Carrière totaal   | Carrière totaal    | 283        | 11         | 13    | 0     | 2      | 0      | 298    | 11     |
| Bijgewerkt op 20 augustus 2025. |                   |                    |            |            |       |       |        |        |        |        |